# Ermita de San Isidro (Alcalá de Henares)
La ermita de San Isidro (1650) está situada el municipio de Alcalá de Henares (Comunidad de Madrid, España). Es un monumento declarado Bien de Interés Cultural desde 1995, que en la actualidad sirve de templo parroquial.

## Historia
Fue fundada en 1650 por don Juan Castillejo en cumplimiento del testamento de don Diego Portilla. El terreno en el que se asienta formaba parte de las «eras de afuera» o «eras de San Isidro», al noroeste de la ciudad de Alcalá y próximas al antiguo cementerio de judíos, y en las proximidades del cauce que traía agua de Villamalea, y del sobrante de la fuente del Caño Gordo al foso de la muralla en la Puerta de Mártires, antes de Guadalajara. El edificio estuvo a cargo de la Cofradía de San Isidro, llamada posteriormente Hermandad de Labradores, hasta convertirse en 1967 en templo parroquial. Desde el 28 de septiembre de 1995 es un "bien de interés cultural" con la categoría de monumento. Actualmente la ermita se encuentra plenamente integrada en el paisaje urbano de la ciudad, habiéndose construido en sus alrededores un parque y edificios residenciales de varios pisos.

## Descripción

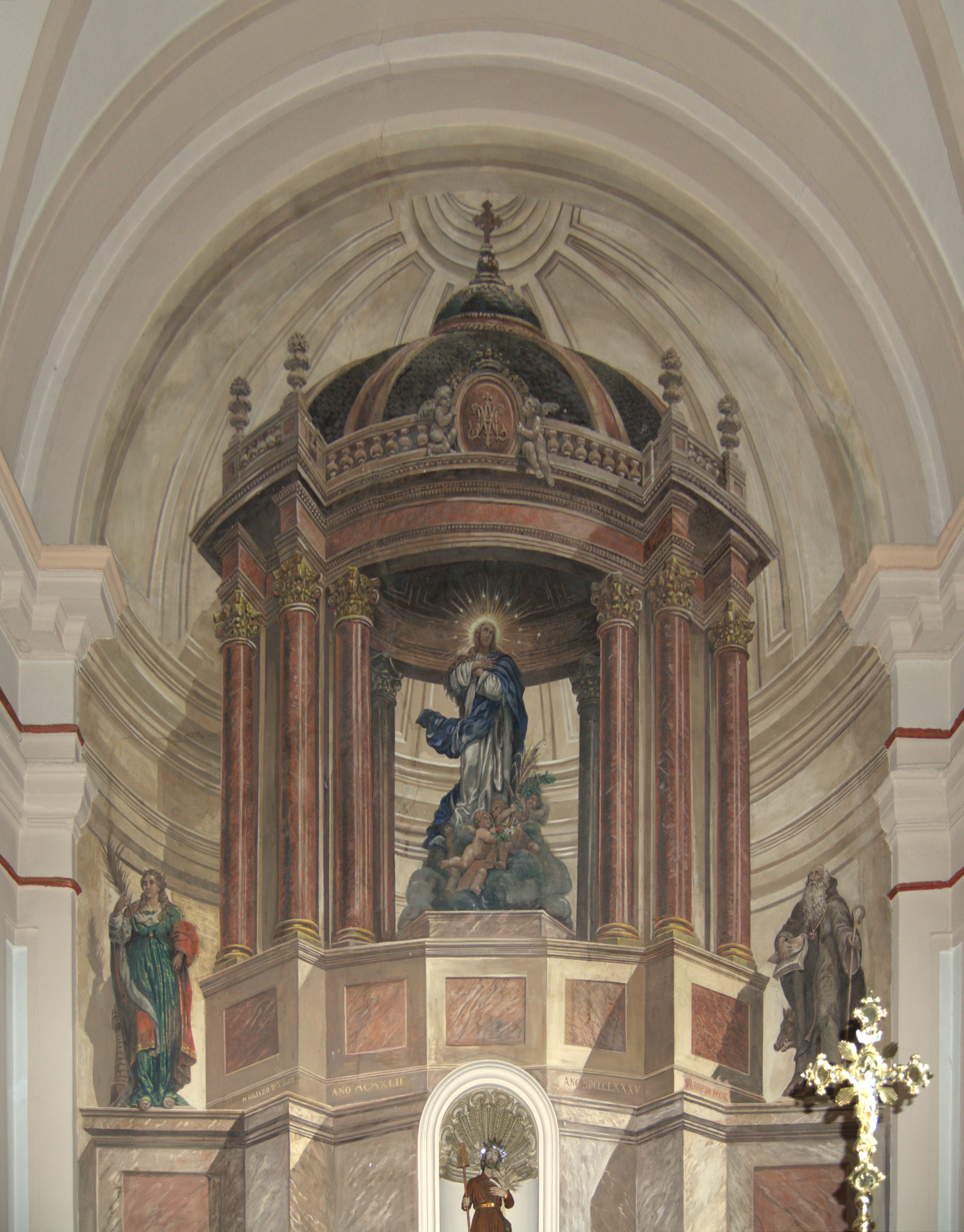
Retablo fingido de Manuel Laredo (1885).

El edificio, obra representativa del barroco madrileño, está construido en fábrica de ladrillo visto con paramentos, en los que se alternan cajones de tapial y verdugadas de ladrillo organizada, mediante el aparejo toledano; zócalo de piedra y cubierta de teja cerámica curva sobre estructura de madera. Exteriormente se caracteriza por lo bien organizado de sus volúmenes con una dominante que corresponde al cuerpo cuadrangular que envuelve la cúpula sobre pechinas con linterna y cupulín que se remata con bola de cobre, veleta y cruz de hierro.
La ermita es de planta de cruz griega, con bóveda de cañón en los brazos y bóveda de cañón con lunetos en nave y cabecera. En el crucero, cúpula sobre pechinas con linterna y cupulín. Sobre el eje longitudinal tiene adheridos dos cuerpos: pórtico de acceso con tres arcos de medio punto adosado a los pies y un cuerpo de dos plantas anexo a la cabecera. 
La decoración interior se lleva a cabo con pilastras cajeadas con capiteles tipo toscano. Sencillo entablamento rematado en cornisa con mutilos pareados en arranque de bóvedas y cúpula. Pechinas con decoración de moldura ovalada sobre ménsula. Cúpula con bandas cajeadas. 
En la cabecera, pintura mural realizada por Manuel Laredo en 1885 que simula un retablo neoclásico en forma de templete, con representación de la Inmaculada Concepción, acompañada lateralmente por San Antonio y Santa Bárbara. En el centro de la zona inferior, hornacina con una imagen de San Isidro moderna.